# Vincenzo degli Alberti
Vincenzo degli Alberti, též Vice Alberti (10. října 1811 – 9. března 1866 Zadar), byl rakouský úředník a politik italské národnosti z Dalmácie, v 60. letech 19. století poslanec rakouské Říšské rady.

## Biografie
V době svého působení v parlamentu je uváděn jako vrchní finanční rada v Zadaru. V roce 1859 získal Řád železné koruny.
Počátkem 60. let se s obnovou ústavního systému vlády zapojil do vysoké politiky. V zemských volbách roku 1861 byl zvolen na Dalmatský zemský sněm za kurii obchodních komor. Působil také coby poslanec Říšské rady (celostátního parlamentu Rakouského císařství), kam ho delegoval Dalmatský zemský sněm roku 1861 (Říšská rada tehdy ještě byla volena nepřímo, coby sbor delegátů zemských sněmů).
Politicky patřil ke straně dalmatských autonomistů (tzv. autonomaši, též pejorativně talijanaši), kteří byli orientováni proitalsky a provídeňsky a odmítali chorvatské státoprávní aspirace. V Říšské radě patřil mezi podporovatele Antona von Schmerlinga.
Zemřel v březnu 1866.